# Власюк Олександр Степанович
Олександр Степанович Власюк (нар. 8 жовтня 1957 р., м. Немирів, Вінницька область) — український економіст, член-кореспондент НАН України.

## Життєпис
Народився 8 жовтня 1957 року в м. Немирові на Вінниччині у родині науковців. Батько (світлої пам'яті), Степан Григорович, був професором кафедри плодівництва, а мати, Тетяна Павлівна, — до виходу на пенсію викладала математику в Уманському сільськогосподарському інституті. Закінчив з відзнакою Українську сільськогосподарську академію за спеціальністю економічна кібернетика (1979). Після закінчення аспірантури майже десять років (1983—1992) працював в Інституті кібернетики АН УРСР. У 1992 році обійняв посаду завідувача відділу, а згодом — заступника, першого заступника, виконувача обов'язків директора Національного інституту стратегічних досліджень при Президентові України. У 2007 році Олександр Степанович став директором Національного інституту проблем міжнародної безпеки при Раді національної безпеки та оборони України.
У 2010 році обійняв посаду першого віце-президента ДННУ «Академія фінансового управління» Міністерства фінансів України. Наукові інтереси пов'язані з дослідженнями широкого кола питань національної безпеки України: від обґрунтування концептуальних положень та методологічних підходів до розробки механізмів вирішення конкретних завдань та проектів нормативних документів. Проблематика досліджень охоплює сфери внутрішньополітичної, зовнішньополітичної, економічної, гуманітарної, соціальної, воєнної, а також інформаційної безпеки держави. Опублікував більше 190 наукових праць. Автор і співавтор 20 монографій, серед яких: «Актуальні проблеми міжнародної безпеки: український вимір» (2009, за ред. О. С. Власюка), «Україна у системі міжнародної безпеки» (2009, за ред. О. С. Власюка), «Україна-НАТО: сучасний стан відносин та перспективи розвитку» (2008, за заг. ред. О. С. Власюка), «Теорія та практика формування української національної ідеї» (2008, за заг. ред. О. С. Власюка), «Теорія і практика економічної безпеки в системі науки про економіку» (2008), «Україна: стратегічні пріоритети. Аналітичні оцінки» (2005, за ред. О. С. Власюка), «Стратегії розвитку України: теорія і практика» (2002, за ред. О. С. Власюка), «Модельний аналіз динаміки міжгалузевих цінових пропорцій в економіці України» (1997), «Аналітична оцінка стратегічних напрямків та заходів щодо реалізації програми стабілізації економіки України» (1995), «Можливості застосування аналітичного планування для обґрунтування та підготовки рішень на вищих рівнях управління» (1995), «Індекс людського розвитку: досвід України» (1995, у співавторстві), «Комплексний аналіз цінової хвилі в економіці України» (1994, у співавторстві).
У 2014 році розпорядженням Президента України № 992/2014-рп [Архівовано 15 грудня 2014 у Wayback Machine.] Власюка Олександра Степановича призначено першим заступником директора Національного інституту стратегічних досліджень. Звільнений з посади 24 грудня 2019 року.

## Відзнаки
Науковець відзначений почесним званням «Заслужений діяч науки і техніки України» (2005), є лауреатом Державної премії України в галузі науки і техніки (2002), нагороджений медаллю «15 років Збройних сил України» (2006), нагрудними знаками «Хрест доблесті» II ступеня СБУ (2008) та «Почесна відзнака Апарату Ради національної безпеки і оборони України» I ступеня (2009). Має II ранг державного службовця. Олександр Степанович захоплюється подорожами та історичною літературою. Його підтримкою завжди і в усьому є дружина Наталія Петрівна, також випускниця Української сільськогосподарської академії (економічний факультет, відділення економічної кібернетики), нині директор з інформатизації та аналізу Національної атомної енергогенеруючої компанії «Енергоатом». Подружжя виховало сина Тараса, який продовжує династію науковців, здобувши у віці 24 років вчений ступінь кандидата економічних наук.

## Освіта
У 1979 році закінчив економічний факультет Української сільськогосподарської академії. За фахом «економіст-математик». З 1980 по 1983 — аспірант Інституту кібернетики АН УРСР. Кандидатська дисертація на тему: «Економетричний аналіз і прогнозування розвитку економіки Федеративної Республіки Німеччини». Докторська дисертація «Моделі аналізу та прогнозування економічного і соціального розвитку України» (1997). Доктор економічних наук, професор (2002).

## Нагороди та звання
- Лауреат Державної премії України в галузі науки і техніки (2002)
- Заслужений діяч науки і техніки України (2005)